# Víctor Fayad
Víctor Fayad, vollständiger Name Víctor Manuel Federico Fayad, (* 9. Februar 1955 in General Alvear, Argentinien; † 7. August 2014 in Mendoza) war ein argentinischer Politiker. 
Fayad beendete Ende der 1970er Jahre erfolgreich sein Studium an der rechts- und sozialwissenschaftlichen Fakultät der Universidad Nacional del Litoral und war seither Anwalt. Im Laufe seiner politischen Karriere wurde er nach dem Ende der Diktatur 1983 als Vertreter der Unión Cívica Radical (UCR) für einen Zeitraum von vier Jahren zum Stadtrat (concejal) in Mendoza gewählt. 1987 übernahm er erstmals das Amt des Intendente der Stadt. Er kandidierte 1991 für die Position des Gouverneurs der Provinz Mendoza, unterlag jedoch Rodolfo Gabrielli (Partido Justicialista). 1993 erfolgte seine Wahl zum Abgeordneter in die Cámara de Diputados de la Nación Argentina für die UCR. 1995 kandidierte er ein weiteres Mal erfolglos für das Gouverneursamt. 2007 wurde er erneut Intendente der argentinischen Stadt Mendoza und hatte dieses Amt auch nach seiner Wiederwahl im Jahre 2011 bis zu seinem Tod inne. 
Fayad starb an den Folgen einer rund ein Jahr zuvor diagnostizierten Krebserkrankung des Mediastinum im Hospital Italiano, in das er fünf Tage zuvor eingeliefert worden war.